# Јенисејски народи
Јенисејски народи су породица сибирских домородачких народа, који су говорили јенисејским језицима. Народи из ове породице су насељени или су били насељени око реке Јенисеј. 

## Народи
Јенисејски народи се према језику којим су говорили деле на:
- Северни јенисејски народи
  - Кети
  - Југи
- Јужни јенисејски народи
  - Кот-Асански народи
    - Коти
    - Асани

  - Арин-Пумпоколски народи
    - Арини
    - Пумпоколи

На основу списа који потичу из 17. века из доба Царске Русије, верује се да су, јенисејски народи такође били: 
- Буклинци
- Бајкотовци
- Јаринци
- Јастинци
- Ашкиштими
- Којбалкиштими

Најсевернији народи Кети и Југи су једини који су преживели до 21. века. Средином 19. века Асане су асимиловали Евенки, Арине и Бајкотовце Хакаси, а Коте Руси. Слично се десило и осталим јенисејским народима.
Према резултатима пописа становништва Русије, 2010. Кета је било 1.219, а регистрован је само 1 Југ.

## Спољашње Везе
- Јенисејски народи (језик: енглески)